# Tom James (Ruderer)

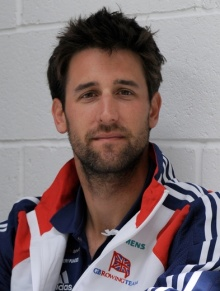
Tom James

Tom James MBE (* 11. März 1984 in Cardiff) ist ein ehemaliger britischer Ruderer, der 2008 und 2012 olympisches Gold im Vierer ohne Steuermann gewann.
James gewann 2001 im Achter Bronze bei den Junioren-Weltmeisterschaften, 2002 gewann er im Vierer ohne Silber. 2003 trat er zum ersten Mal in der britischen Nationalmannschaft an und fuhr mit dem Achter gleich zu Weltmeisterschaftsbronze. Bei den Olympischen Spielen 2004 war Tom James ebenfalls im Achter dabei, musste aber wegen Krankheit das Semifinale auslassen; im B-Finale kam das Boot dann mit James auf den dritten Platz, insgesamt fuhr das Boot somit auf den neunten Rang.
2006 qualifizierte sich Tom James zusammen mit Colin Smith durch einen zweiten Platz beim Weltcup in Luzern für die Weltmeisterschaften, wo die beiden den sechsten Platz im Zweier ohne Steuermann belegten. 2007 erreichte Tom James mit dem britischen Achter den dritten Platz bei den Weltmeisterschaften in München. 2008 trat Tom James zusammen mit Andrew Triggs Hodge, Steve Williams und Peter Reed im Vierer ohne Steuermann an, nach hartem Kampf mit dem australischen Boot gewannen die Briten knapp die Goldmedaille. Nach zwei Jahren ohne Weltcupstart kehrte Tom James 2011 zurück und gewann zusammen mit Richard Egington, Matt Langridge und Alex Gregory zwei Weltcupregatten und den Weltmeistertitel. Für die Olympiasaison wurde der britische Vierer 2012 neu besetzt, Alex Gregory, Peter Reed, Tom James und Andrew Triggs Hodge siegten bei den Weltcupregatten in Belgrad und Luzern, beim Weltcupabschluss in München belegte das Boot den zweiten Platz hinter dem australischen Vierer. Bei den Olympischen Spielen in London gewann das britische Boot vor den Australiern.
Tom James besuchte seit 2002 die Trinity Hall in Cambridge, 2007 erwarb er einen ersten Ingenieursabschluss. In den Jahren 2003, 2005, 2006 und 2007 nahm er für Cambridge am Boat Race teil. 2007 gelang ihm sein einziger Sieg in diesem Rennen, nachdem er 2003 bei der knappsten Niederlage in der Geschichte des Boat Race dabei gewesen war.